# بات كروس
بات كروس (بالإنجليزية: Pat Croce)‏ هو رائد أعمال أمريكي، ولد في 2 نوفمبر 1954 في فيلادلفيا في الولايات المتحدة.

## وصلات خارجية
- الموقع الرسمي
- بات كروس على موقع IMDb (الإنجليزية)
- بات كروس على موقع قاعدة بيانات الفيلم (الإنجليزية)